# فرانسیسکو ونتوسو
فرانسیسکو ونتوسو (اسپانیایی: Francisco Ventoso‎؛ زادهٔ ۶ مهٔ ۱۹۸۲) دوچرخه‌سوار اهل اسپانیا است.
از باشگاه‌هایی که در آن رکاب زده‌است می‌توان به تیم موویستار، سونیر دوال-پرودیر، تیم دوچرخه‌سواری اندلسیا، و تیم بی‌ام‌سی اشاره کرد.